# 淘气三胞胎
《淘气三胞胎》，又譯作《三顽童》、《三胞胎》，是由出身西班牙加泰隆尼亞的插畫家羅瑟·卡普德維拉所創作的繪本，淘气三胞胎的故事創作於1983年，以羅瑟·卡普德維拉自己的三胞胎女兒為基礎（出生於1969年）， 1994被製作成電視動畫，到2004年，共有104集，它們已被翻譯成35種不同的語言，並已在158個國家或地區播出。

## 起源
信息化電視連續劇
|國家= 加泰羅尼亞
|image=文件：三對雙胞胎加泰羅尼亞海報.jpg}}
“Les Tres Bessones”是 Roser Capdevila i Valls 創作的一系列 故事 和 動畫 的標題，講述了三個名為“Anna”的吊帶女孩'、Teresa' 和 Helena。
這三對雙胞胎在任何方面都非常相似，幾乎只在衣服顏色（綠色、粉紅色或藍色）或一些小細節上有所不同，例如海倫娜總是很餓，安娜更浪漫甜美，而特蕾莎最堅定。
情節線總是相同的，可以分為定義的部分：
- 三個雙胞胎做了一些惡作劇
- 無聊的女巫通過將他們送到故事或歷史事件中來懲罰他們以學習 課程。
- 三對雙胞胎克服了故事中的困難，贏得了厭惡的無聊女巫，將他們送回她的世界。
- 一個沒有被轉移到故事中的人發表了一個發人深省的評論，讓三個雙胞胎大笑起來。

在漫畫和系列中，三隻老鼠出現在背景中，在現實世界和故事世界中做自己的事，實際上並不與三胞胎互動。
值得注意的是，儘管該系列在國際上取得了成功，但總是會提及加泰羅尼亞的事物，例如 porrons 或身著傳統加泰羅尼亞時尚並飾有腰帶和 barretina 的人，或展示加泰羅尼亞的紀念碑。也有嚴格的加泰羅尼亞故事，例如 Patufet 或 Timbaler del Bruc，多虧了這個系列，它們才得以普及。

## 歷史
這些故事是在 1983 中創作的，靈感來自創作者的三個女兒，甚至以她們的名字命名。 它們由水彩插圖製成，文字放在一邊在 1985 中，“無聊女巫”的角色出現，與雙胞胎形影不離。這部電視劇誕生於 1994，由 製片人 Cromosoma 與 Televísió de Catalunya 聯合製作，由於電視劇的巨大成功，劇集數量有限它擴展到 104，因此成為歷史上最長的歐洲動畫系列之一，並彙集了該領域的 200 名專業人士來實現它。他們還製作了一部名為“三對雙胞胎和高迪”的故事片。<ref>Template:Ref-web</ ref>該作品已被翻譯成35種語言，在158個國家上映。它在國際上取得了成功，在意大利等國家吸引了最多的觀眾，成為歷史上最賺錢的加泰羅尼亞視聽作品。
在 2018 中，TV3 將《Les tres bessones》的 34 集英語劇集的版權轉讓給了 Dolls4girls Foundation，該基金會致力於向 [[希臘] 的難民營和孤兒院中的難民兒童發送玩具和娛樂節目]]和敘利亞南部。<ref>Template:Ref-web參考>

### 分拆
該系列的成功導致了衍生系列的出現。
第一個是“La Bruixa Avorrida”，短片達到了 52 集。他們還製作了“從前的三胞胎”，其中旨在通過教授和評論該語言的章節來教授英語。還製作了 3BB，這是一個系列，其中三個雙胞胎在他們很小的時候出現，並且針對非常年幼的孩子。

## 人物介紹
- 安娜: 她是三胞胎中最年長的，她非常浪漫和有趣。穿衣服藍色
- 特蕾莎：她是三胞胎中的中間，她最聰明。穿衣服粉紅色
- 海倫娜：她是三胞胎中最小的一個，她非常飢渴和浪漫。穿衣服綠色
- 女巫奧尼爾達 - 她是該系列的反派。大多數時候，一個壞女巫生活在試圖懲罰三胞胎，只要他們有事就把他們送進故事裡。根據她的說法，如果故事沒有圓滿的結局，她們將永遠陷入困境，但這種情況從未發生過，因為女孩們總能找到最終獲勝的方法，儘管她經常試圖破壞她們，使她們無法擁有美好的結局。她總是試圖與故事中的惡棍結盟，儘管大多數人都忽視了她，因為他們認為三胞胎並不像她聲稱的那樣是威脅。最後，她總是以受傷告終。儘管有時是惡棍，但她證明自己並不那麼邪惡，甚至幫助女孩，內心深處她喜歡她們。她也是衍生作品 A Bruxa Onilda 的主角。
- 貓頭鷹：這是女巫奧尼爾達會說話的寵物貓頭鷹。他經常幫助她制定計劃，儘管有時他不喜歡她的邪惡行徑。它經常被女巫奧尼爾達以懲罰的形式轉化為物品，或者在某些計劃中使用它。
- 老鼠：三隻經常和三胞胎一起出現的小老鼠。他們不是很重要的角色，但他們經常在卡通片中出現。

### 第二季
- 三胞胎的父母 - 這些是劇集中出現次數最多的角色，在她們去看故事之前和之後與她們玩耍。他們不知道女兒的滑稽動作，因為女巫奧尼爾達總是在她們看到之前抓住她們。
- 教授 - 通常出現在他們在學校的劇集中。她幾乎是最受女生惡作劇傷害的人，但即便如此，她也從不嚴厲懲罰她們。
- 奶奶 - 在劇集中出現幾次，主要是當女孩們去她鄉下的家裡拜訪她時，顯然她一個人住。

## 單元集數

### 第一季（1997-1999）
1.大拇指湯姆 (1997)
2.白雪公主 (1997)
3.灰姑娘 (1997)
4.阿里巴巴和四十大盜 (1997)
5.無所畏懼的瓊 (1997)
6.玩具兵 (1997)
7.公主與豌豆 (1997)
8.哈梅林的花衣魔笛手 (1997)
9.在藍鬍子 (1997)
10.巴爾韓賽爾與格蕾特 (1997)
11.三隻小豬 (1997)
12.皇帝的新裝 (1997)
13.小紅帽 (1997)
14.醜小鴨 (1997)
15.阿拉丁神燈 (1997)
16.七武士 (1997)
17.不來梅的音樂家 (1997)
18.紅龍傳奇 (1997)
19.睡美人 (1997)
20.穿靴子的貓 (1997)
21.堂吉訶德 (1997)
22.木偶奇遇記 (1997)
23.聖喬治與龍 (1997)
24.巴格達大盜 (1997)
25.魔豆 (1997)
26.圓桌騎士 (1997)
27.綠野仙踪 (1997)
28.金銀島 (1997)
29.桑多坎 (1997)
30.霧都孤兒 (1997)
31.特洛伊的海倫 (1997)
32.魯濱遜漂流記 (1997)
33.羅賓漢 (1997)
34.亞特蘭蒂斯 (1997)
35.叢林之書 (1997)
36.地心之旅 (1997)
37.巫師梅林 (1997)
38.水牛比爾 (1997)
39.尤利西斯之旅 (1997)
40.羅密歐與朱麗葉 (1997)
41.在金剛 (1997)
42.在泰山 (1997)
43.達芬奇 (1997)
44.三劍客 (1997)
45.埃及豔后 (1997)
46.克里斯托弗·哥倫布 (1997)
47.克羅馬農人 (1997)
48.七隻山羊 (1997)
49.所羅門王的礦山 (1997)
50.來自瑪雅潘的男人 (1997)
51.馬可波羅 (1997)
52.博士弗蘭肯斯坦 (1997)
53.海底兩萬里 (1999)
54.來自印度的金 (1999)
55.阿瑪迪斯 (1999)
56.聖誕老人 (1999)
57.在馬戲團 (1999)
58.在太空 (1999)
59.白牙 (1999)
60.湯姆索亞 (1999)
61.水晶巴拉萊卡 (1999)
62.歌劇魅影 (1999)
63.80天環遊世界 (1999)
64.白鯨記 (1999)
65.在非洲 (1999)

### 第 2 季（2003 年）
1.魔笛
2.打掃小房子的小耗子
3.帕圖費特
4.提姆巴勒德爾布魯克
5.高迪的工作室
6.米拉之家的鬼魂
7.夏洛克·福爾摩斯
8.小龍蝦和螞蟻
9.奶製品
10.西哈諾·德·貝熱拉克
11.電影世界
12.杰羅尼莫
13.珠穆朗瑪峰
14.文森特梵高
15.古騰堡
16.美妙的風笛
17.旭洛伊的洞窟
18.瓦特和蒸汽機
19.維京人雷神
20.委拉斯開茲
21.勇敢的裁縫
22.美女和野獸
23.威廉·泰爾
24.勇敢的船長
25.瞪羚澤拉
26.小美人魚
27.羅馬尼亞花
28.傑基爾博士與海德先生
29.快樂王子
30.特里斯坦和伊索爾德
31.王子與乞丐
32.冰雪女王
33.阿加莎克里斯蒂
34.圖坦卡蒙
35.時光機
36.海盜
37.地精洞
38.隱形人
39.生日派對

## 配音
| 第一季     | 第二季            |                   |
| ---------- | ----------------- | ----------------- |
| 安娜       | 特蕾莎·索勒       | 特蕾莎·索勒       |
| 特蕾莎     | 莫妮卡·帕德羅斯   | 莫妮卡·帕德羅斯   |
| 海倫娜     | 瑪塔芭芭拉        | 瑪塔芭芭拉        |
| 無聊的女巫 | 埃爾莎·法布雷加斯 | 埃爾莎·法布雷加斯 |
| 貓頭鷹     | 約爾迪別墅        | 約爾迪別墅        |

## 外部連結
- 官方網站（英語） （页面存档备份，存于）
- 官方網站（西班牙語）
- 官方網站（加泰隆尼亞語） （页面存档备份，存于）

1. 1 2  Template:Ref-web